# Zyzzyx
Zyzzyx is een geslacht van vliesvleugeligen uit de familie van de graafwespen (Crabronidae). Het behoort tot de geslachtengroep Bembicini of zandwespen.
Zyzzyx is een nomen novum dat de oorspronkelijke geslachtsnaam Therapon vervangt. De wetenschappelijke naam Therapon werd in 1929 door John Bernard Parker gepubliceerd, maar de naam was - bijna identiek gespeld: Terapon - reeds in 1819 gebruikt door Hippolyte Cloquet voor een geslacht van vissen. V.S.L. Pate stelde in 1937 de nieuwe naam Zyzzyx voor.
Zyzzyx is een monotypisch geslacht. De enige soort die in dit geslacht wordt geplaatst is Zyzzyx chilensis (Eschscholz, 1822), oorspronkelijke combinatie (en typesoort): Stictia chilensis. Die soort komt voor in Chili, Peru en Argentinië.